# Selknä och Marielund
Selknä och Marielund – miejscowość (tätort) w Szwecji, w regionie administracyjnym (län) Uppsala, w gminie Uppsala.
Według danych Szwedzkiego Urzędu Statystycznego liczba ludności wyniosła: 314 (31 grudnia 2015), 300 (31 grudnia 2018) i 301 (31 grudnia 2019).